# Distrikt Independencia (Vilcas Huamán)
Der Distrikt Independencia (independencia span. für „Unabhängigkeit“) liegt in der Provinz Vilcas Huamán in der Region Ayacucho in Südzentral-Peru. Der Distrikt wurde am 12. März 1986 gegründet. Er besitzt eine Fläche von 88,1 km². Beim Zensus 2017 wurden 1213 Einwohner gezählt. Im Jahr 1993 lag die Einwohnerzahl bei 2068, im Jahr 2007 bei 1815. Sitz der Distriktverwaltung ist die 2950 m hoch gelegene Ortschaft Paccha Huallhua (auch Paccchahuallhua oder Nuevo Paccha Huallhua) mit 460 Einwohnern (Stand 2017). Paccha Huallhua liegt 23 km südsüdöstlich der Provinzhauptstadt Vilcas Huamán.

## Geographische Lage
Der Distrikt Independencia liegt im Andenhochland im äußersten Süden der Provinz Vilcas Huamán. Der Distrikt wird vom Río Pampas umflossen. Dieser begrenzt den Distrikt im Westen, im Süden und im Osten. Der Distrikt misst in Nord-Süd-Richtung 12 km sowie in Ost-West-Richtung 11 km.
Der Distrikt Independencia grenzt im Westen an die Distrikte Canaria und Hualla (beide in der Provinz Víctor Fajardo), im Norden an den Distrikt Accomarca, im äußersten Nordosten an den Distrikt Chalcos sowie im Osten und im Südosten an den Distrikt Querobamba (die beiden zuletzt genannten Distrikte gehören zur Provinz Sucre).

## Ortschaften
Neben dem Hauptort gibt es folgende größere Ortschaften im Distrikt:
- Occo Chirura
- Upiray
- Yananaco Nuevo